# 玉环商城
28°08′09″N 121°13′39″E / 28.13585°N 121.22761°E
玉环商城，是指中华人民共和国浙江省玉环市的一个综合商场。

## 沿革
中华人民共和国成立后，玉环市场开始发展，并在1952年成立国营商业，发展供销合作社调控市场。文化大革命期间，由于集市贸易受限，曾经一度萧条。1985年，中共中央一号文件提出进一步扩大城乡经济交往，当地修建三联副食品批发市场、楚门农贸市场、龙岩中心菜市场等市场。1996年，当地政府投资2500万元，城关中心菜市场（面积18000平方米的）落成营业。1997年，大麦屿港台商城与玉环商城交付使用。2015年5月，为确保商城周边畅通、安全，玉环县集中整治玉环商城周边秩序。

## 图库

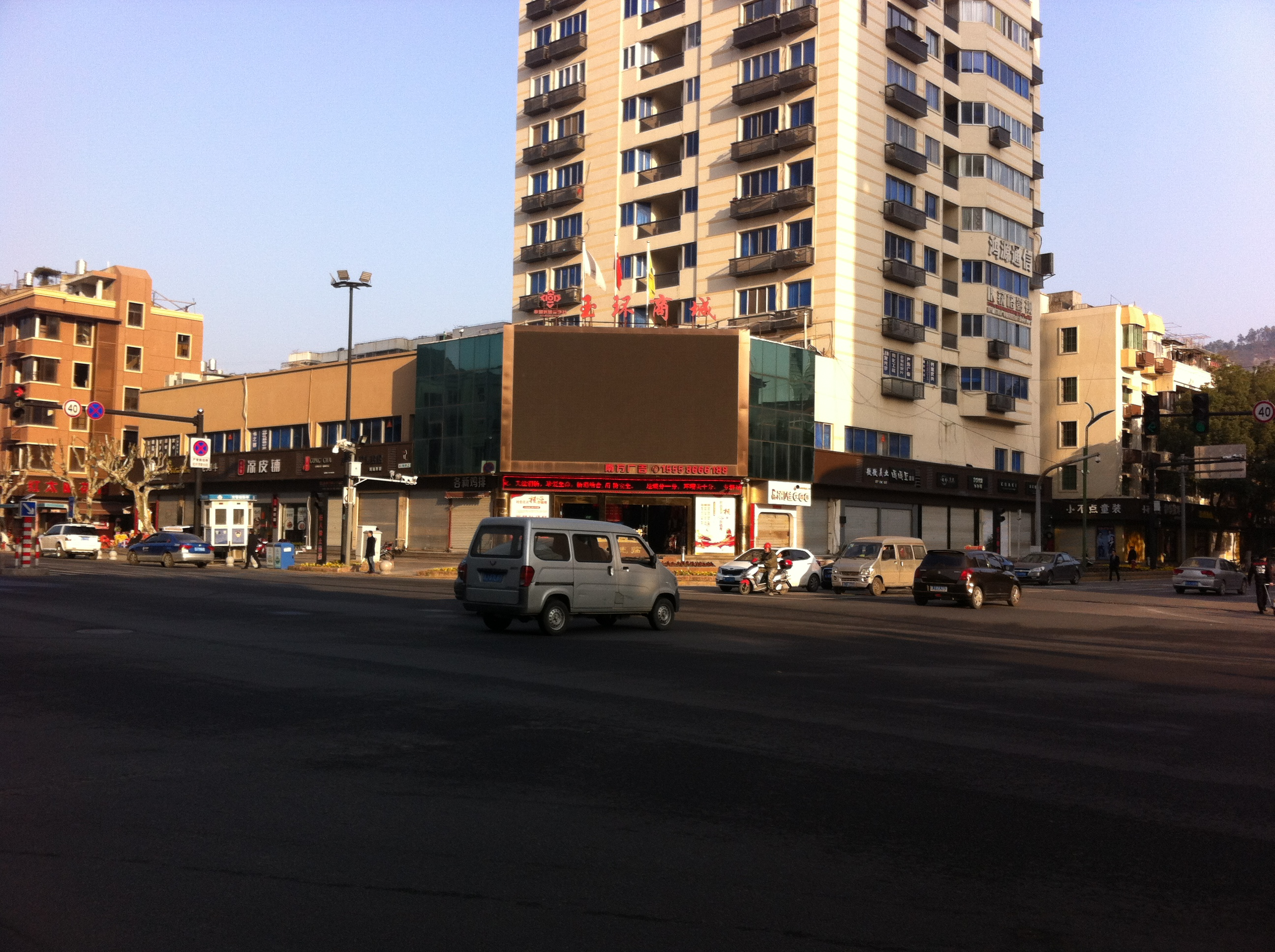
玉环商城
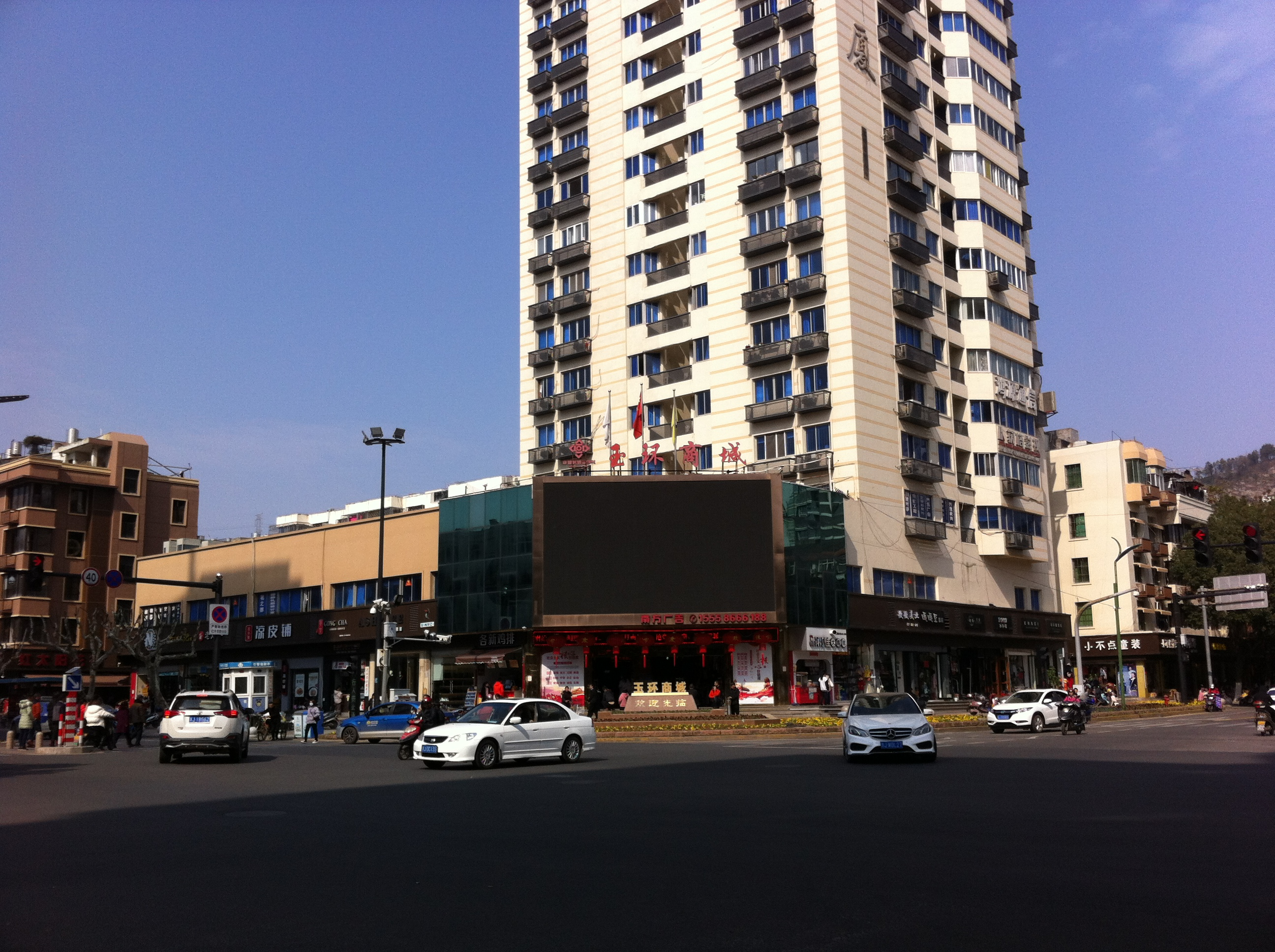
玉环商城